# ستيت أف ديكاي 2
ستيت أف ديكاي 2 (بالإنجليزية: State of Decay 2)‏، هي الجزء الثاني من سلسلة لعبة ستيت أف ديكاي، حيث أن الجزء الأول تم إصداره سنة 2013، وسيتم إصدار الجزء الثاني يوم 22 مايو 2018، حيث ستعمل منصات إكس بوكس ون ومايكروسوفت ويندوز، وهي من تطوير ستوديو أونديد لابز، ومن نشر مايكروسوفت ستوديوز الأمريكية، حيث أن اللعبة للمرة الأولى يتم للعب الجماعي عن طريق الإنترنت خلافاً للجزء الأول التي تلعب نمط الفرد الواحد.

## روابط خارجية
- ستيت أف ديكاي 2 على موقع IMDb (الإنجليزية)

## الموقع الخارجي
- الموقع الرسمي
 (الإنجليزية)